# Gare de Windsor & Eton Central
La gare de Windsor & Eton Central est une gare ferroviaire du Royaume-Uni, c'est l'une des deux gares terminus desservant la ville de Windsor dans le Berkshire, en Angleterre. Bien qu'une petite partie fonctionne encore en tant que gare ferroviaire, la structure de la gare a été en grande partie convertie en centre commercial destiné aux touristes, sous le nom de Windsor Royal Shopping. Elle se trouve sur la rue principale (High Street), presque en face de Castle Hill, l'entrée principale du château de Windsor.
À l'origine, elle s'appelait simplement Windsor ; elle a été renommée deux fois : d'abord en Windsor & Eton le 1er juin 1904, et à la suite de la nationalisation, en Windsor & Eton Central le 26 septembre 1949.
La gare est desservie par un service de navettes ferroviaires depuis Slough exploitées par First Great Western et constitue le terminus de la branche de Windsor. Elle ne doit pas être confondue avec la gare de Windsor & Eton Riverside, toute proche, qui est le terminus du service South Western Railway issu de Waterloo.

## Histoire

### Construction
La gare de Windsor a ouvert le 8 octobre 1849, lors de l'achèvement de la branche issue de Slough, mais après une opposition considérable de pouvoirs à Eton College, qui étaient convaincus que la proximité d'une voie ferrée distrairait les élèves d'Eton.
Une extension de la branche de Windsor était prévue en 1871–72 ; elle devait se connecter au sud via Dedworth et Ascot. Il était prévu de bifurquer vers l'ouest à partir du viaduc, juste au sud du pont sur la Tamise. Bien qu'ayant atteint un stade avancé de conception, des acquisitions foncières engagées plus la construction d'un bâtiment pour une future gare, le projet n'a jamais abouti et a été complètement abandonné vers 1914.
À une époque, des lignes reliaient des destinations variées dont Basingstoke et Paddington[citation nécessaire].

### Le Metropolitan and District railways
Quand, en 1863, le Metropolitan Railway a ouvert le premier chemin de fer souterrain, entre Paddington et Farringdon Street dans la Cité de Londres, le Great Western Railway a assuré des services réguliers directs entre Windsor et Farringdon (initialement il s'agissait de trains à gabarit large, car le Metropolitan d'origine était équipé à la fois pour les trains à gabarit normal et large, et, depuis quelques mois, les locomotives et voitures étaient loués au GWR). Vers 1865, il y avait dix trains quotidiens sur cette ligne.
Pour ne pas rester à l'écart, le Metropolitan District Railway a décidé d'étendre ses services vers l'ouest de Londres aussi vite que possible. Ainsi, le 1er mars 1883, commençait un service vers Windsor à partir de Mansion House, en utilisant les voies grandes lignes du GWR. Ces trains n'étaient pas populaires, peut-être à cause de l'utilisation inadaptée de voitures à deux essieux sur la section sans arrêt entre Ealing Broadway et Slough, et peut-être parce Windsor était trop riche et trop loin de la ville (à l'époque) pour en faire une destination intéressante. Le service a été interrompu le 30 septembre 1885,,,,.

### La structure
La gare est précédée par le Windsor Railway Bridge, un viaduc en briques de 1 861 mètres ; c'est le plus vieux pont ferroviaire de Brunel encore en service.
Le bâtiment original était un peu plus grand qu'un abri. Il a été entièrement reconstruit par le GWR lors du jubilé de diamant de la reine Victoria, avec une façade beaucoup plus grande et un intérieur qui rappelle Paddington. Deux quais centraux et un latéral ont été construits.

### La cour de marchandises
Au nord de la gare, une grande cour de marchandises a été aménagée entre la gare et la Tamise au niveau du sol. Comme la gare a été construite un peu plus haut, la cour a dû être atteinte par une pente raide construite contre le côté du viaduc. Elle descendait vers une courte voie en tiroir, près du pont de la rivière, ce qui permettait de rebrousser vers les voies de triage. Cet aménagement limitait le nombre de wagons qui pouvaient être transférées vers l'embranchement en une seule fois. En plus de desservir la population de Windsor et de ses environs, la cour a fourni une connexion aux usines à gaz de Windsor ; une voie d'évitement a été posée grâce à l'une des arches du pont afin d'alimenter les travaux avec des charges de houille, et supprimer les charges de coke et de goudron.
Quand la desserte fret a été arrêtée dans les années 1960, la cour de marchandises et la rampe ont été supprimés. La cour est devenue un parking pour les autocars, mais sur le côté du viaduc, on peut encore voir où se trouvait la rampe.

### Déclin
Le 17 novembre 1968, les quais 3 et 4 ont été mis hors service, et le 5 septembre 1969, le quai 2 a aussi été déclassé. Plus tard, le dernier quai a été raccourci, deux fois, correspondant à des reconstructions de la gare.

### Les années Tussauds
En 1982, British Rail et Madame Tussauds ont restauré la gare, avec la création d'une exposition appelée Royalty and Railways (Royauté et chemins de fer) ; elle a été ensuite renommée Royalty and Empire (Royauté et empire). Une réplique grandeur nature de la locomotive à vapeur The Queen a été construite à Swindon Works, et elle a été attelée à un ancien tender du LBSCR (puis pluas tard, une citerne à boue au dépôt de Guildford) et quelques voitures Pullman, pour former une réplique du train royal – un élément majeur de l'attraction.
L'exposition a été fermée à la fin des années 1990, et presque tous les éléments exposés ont été enlevés. La locomotive The Queen coûtait trop cher à déplacer, et ainsi, plutôt que de la découper, elle a été intégrée au restaurant dans le hall. Le tender – la seule partie d'origine (et historique) de la replique – a été vendue à un marchand de ferraille et découpée ; les ressorts et les boîtes d'essieux ont été récupérés pour une utilisation dans la réplique de l'Atlantic LBSCR du projet de Bluebell Railway, et une partie d'un seul côté a été sauvée par le Slough & Windsor Railway Society, où il est maintenant présenté.

### La gare aujourd'hui
En 1997, les bâtiments de la gare ont été achetés par Axa Life et agrandis et transformés en un complexe commercial appelé Windsor Royal Shopping. L'unique quai subsistant a été encore raccourci, et ne peut maintenant plus recevoir que des trains de trois voitures.

## Service des voyageurs

### Desserte
La gare de Windsor & Eton Central est desservie par un service de navettes depuis la gare de Slough, exploitée par First Great Western. À Slough, une correspondance est assurée avec les services de banlieue semi-rapides de la même compagnie reliant London Paddington et Reading. Le service de navettes circule toutes les 20 minutes. Le trajet depuis ou vers Slough prend 6 minutes, et les temps de parcours habituels de vers Reading et Paddington sont respectivement de 20 et 30 minutes.

## La gare au cinéma
Comme elle se trouve tout près des Pinewood Studios, la gare a été très utilisées dans Carry On Loving, un des films Carry On. Le film est sorti en 1970 ; à cette époque, la plus grande partie de la gare d'origine était encore intacte. Dans la séquence d'ouverture, la gare représente aussi Much-Snogging-On-The-Green, où le personnage de Terry Scott monte dans un autorail de British Rail. Plus tard dans le film, les taxis et les abords de la gare sont utilisés alors que le personnage de Bliss Sidney (Sid James) monte dans un taxi après avoir été suivi dans les toilettes par Charles Hawtrey déguisé.